# Гунба, Михаил Михайлович
Михаил Михайлович Гунба (16 июня 1925, с. Ачандара, Абхазская АССР — 29 января или 31 января 2014, Сухум, Абхазия) — историк, археолог и этнограф Республики Абхазия; доцент АбИГИ им. Д. И. Гулиа.

## Биография
Родился 16 июня 1925 года в селе Ачандара в крестьянской семье.
В 1953 году окончил исторический факультет Сухумского ГПИ им. А. М. Горького. В 1963 году, защитив диссертацию «Западная Грузия и Византия в VI—VIII вв.», получил степень кандидата исторических наук.
Работал ведущим научным сотрудником АбИГИ им. Д. И. Гулиа АН Абхазии.
Скончался 31 января 2014 года.

## Научная деятельность
Издано более 60 работ. В 1970 годах руководил работой отряда, проводившем археологические раскопки в Сухумской крепости.